# Biserica de lemn din Ciomârtan
Biserica de lemn „Sfinții Voievozi” din Ciomârtan, cunoscută și ca Biserica de lemn „Sfinții Arhangheli Mihail și Gavriil”, este un lăcaș de cult ortodox construit la sfârșitul secolului al XVIII-lea sau începutul secolului al XIX-lea în satul Tureatca din Ținutul Herța sau, după alte surse, în satul Hilișeu din județul Botoșani. În anul 1922 biserica a fost strămutată în satul Ciomârtan din comuna Zamostea aflată în județul Suceava. Edificiul religios se află localizat în centrul satului și are hramul Sfinții Arhangheli Mihail și Gavriil, sărbătorit la data de 8 noiembrie.
Biserica de lemn din Ciomârtan nu a fost inclusă pe Lista monumentelor istorice din județul Suceava, deși are o vechime mare.

## Istoricul bisericii
Prima atestare documentară a satului Ciomârtan datează din secolul al XVIII-lea, teritoriul său aflându-se pe moșii boierești. Abia după împroprietărirea țăranilor din timpul domnitorului Alexandru Ioan Cuza (1859-1866) se formează primele gospodării țărănești din localitate. Răspândirea satelor și înmulțirea populației au impus ridicarea unei biserici la Ciomârtan.
Biserica de lemn cu hramul „Sfinții Arhangheli Mihail și Gavril” din Ciomârtan a fost construită la sfârșitul secolului al XVIII-lea sau începutul secolului al XIX-lea în satul Tureatca din Ținutul Herța (astăzi în regiunea Cernăuți din Ucraina), iar după alte surse în satul Hilișeu (astăzi în județul Botoșani). Cu privire la începuturile bisericii, datele din documentele vremii nu sunt deloc clare. Nu este cunoscut cu exactitate anul construcției, documentele vremii menționând trei perioade diferite: 1780, 1800 sau 1806 și nici ctitorul (Măria Voineasa, Emanoil Ciomârtan sau Iancu Volcinschi). Tradiția locală îi atribuie acestei biserici o vechime de 300 de ani. Clopotnița a fost construită de Iancu Volcinschi.
În anul 1922, această biserică de lemn a fost adusă în satul Ciomârtan (fost Ruși-Ciomârtan) din comuna Zamostea (pe atunci în județul Dorohoi). După strămutarea lui, lăcașul de cult a fost reparat în anul 1930 de preotul Vasile Șandru. Biserica de lemn a fost electrificată în anul 1981, fiind renovată un an mai târziu prin muncă voluntară și obolul credincioșilor, după cum atestă o inscripție zugrăvită pe pereții săi.
Între anii 1992-1995, în timpul păstoriei preotului Victor Bobu, s-a construit lângă biserica veche o biserică nouă din cărămidă cu hramul „Nașterea Maicii Domnului”.

## Arhitectura bisericii
Biserica de lemn din Ciomârtan este construită în totalitate din bârne de brad masiv. Pereții din bârne sunt placați cu scânduri vopsite în culoarea verde. Inițial acoperită cu șindrilă, biserica are în prezent învelitoare din tablă vopsită în culoarea roșu.
În biserică se intră printr-un pridvor aflat pe latura de sud. Acest pridvor face legătura între turnul clopotniță din lemn și biserica propriu-zisă.

## Imagini

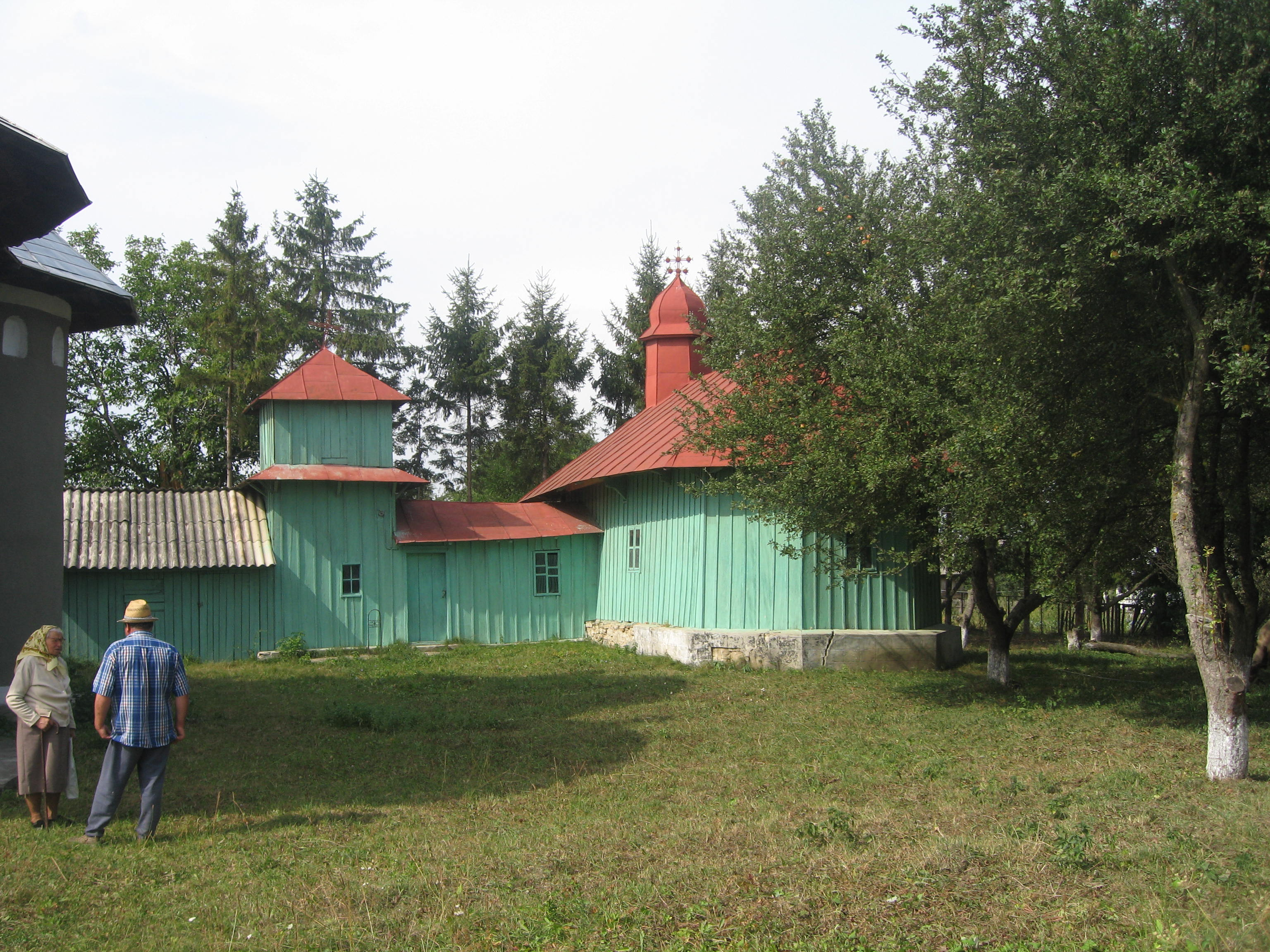
Biserica de lemn și turnul clopotniță
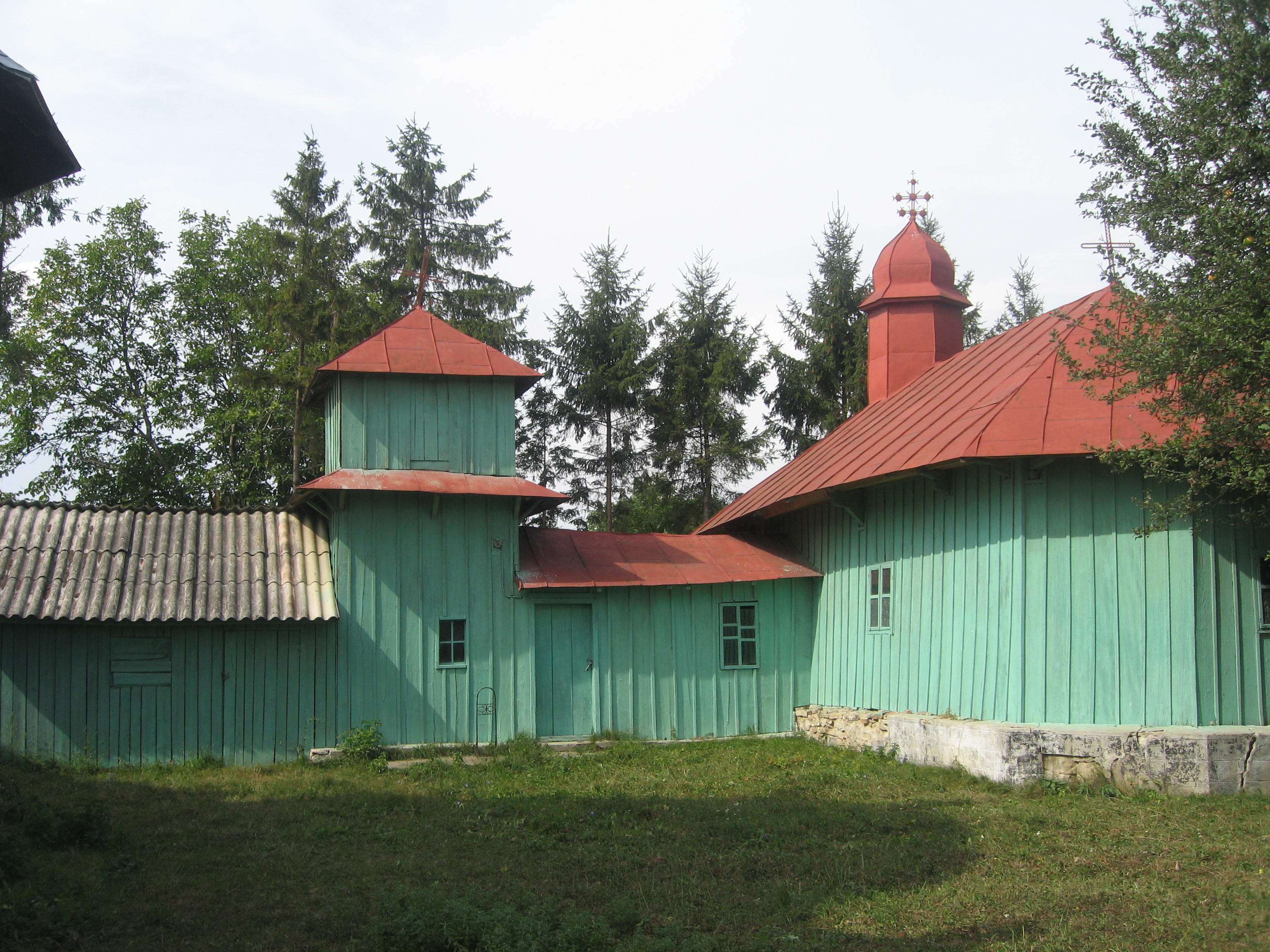
Biserica de lemn și turnul clopotniță
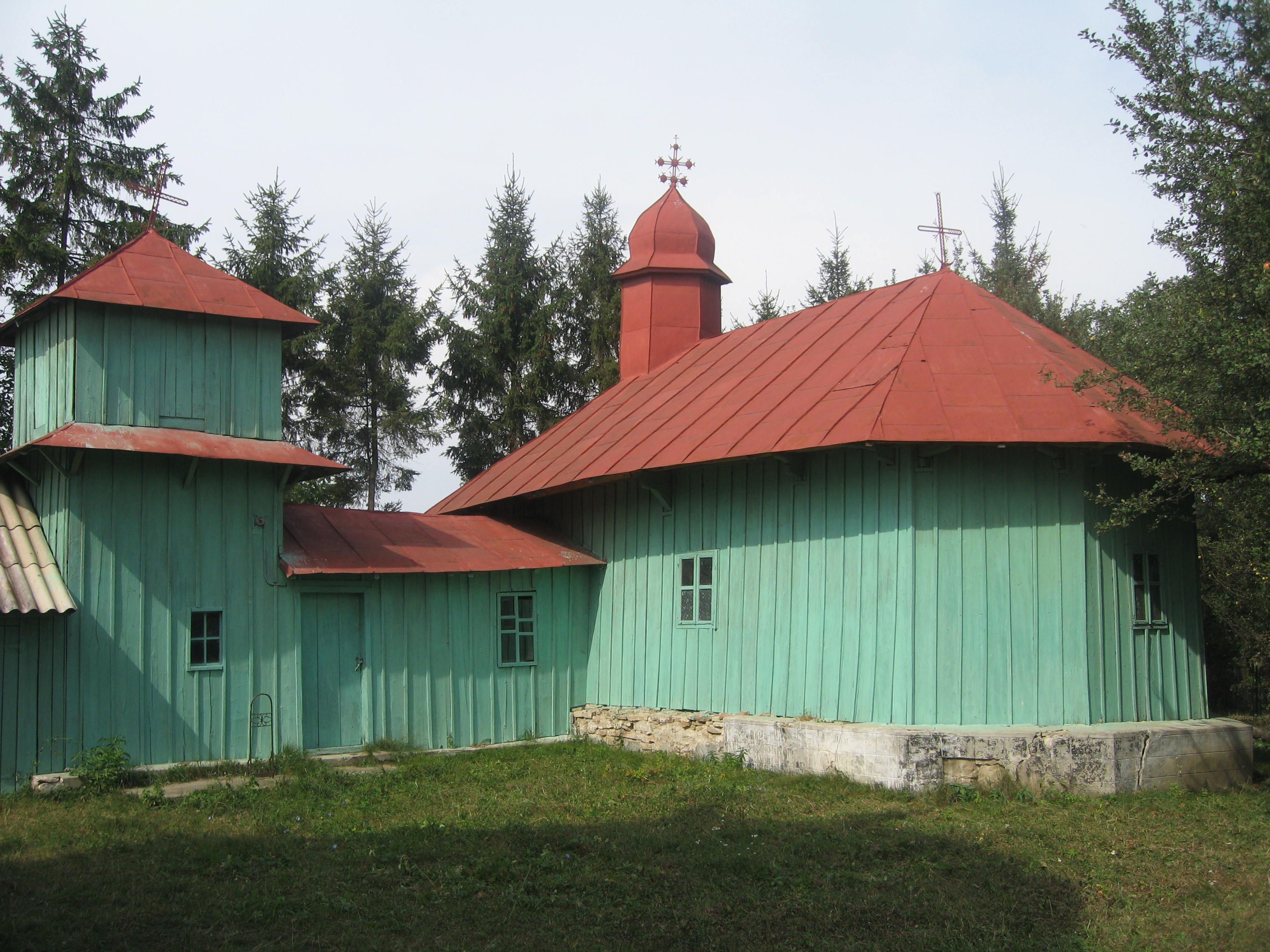
Biserica de lemn și turnul clopotniță
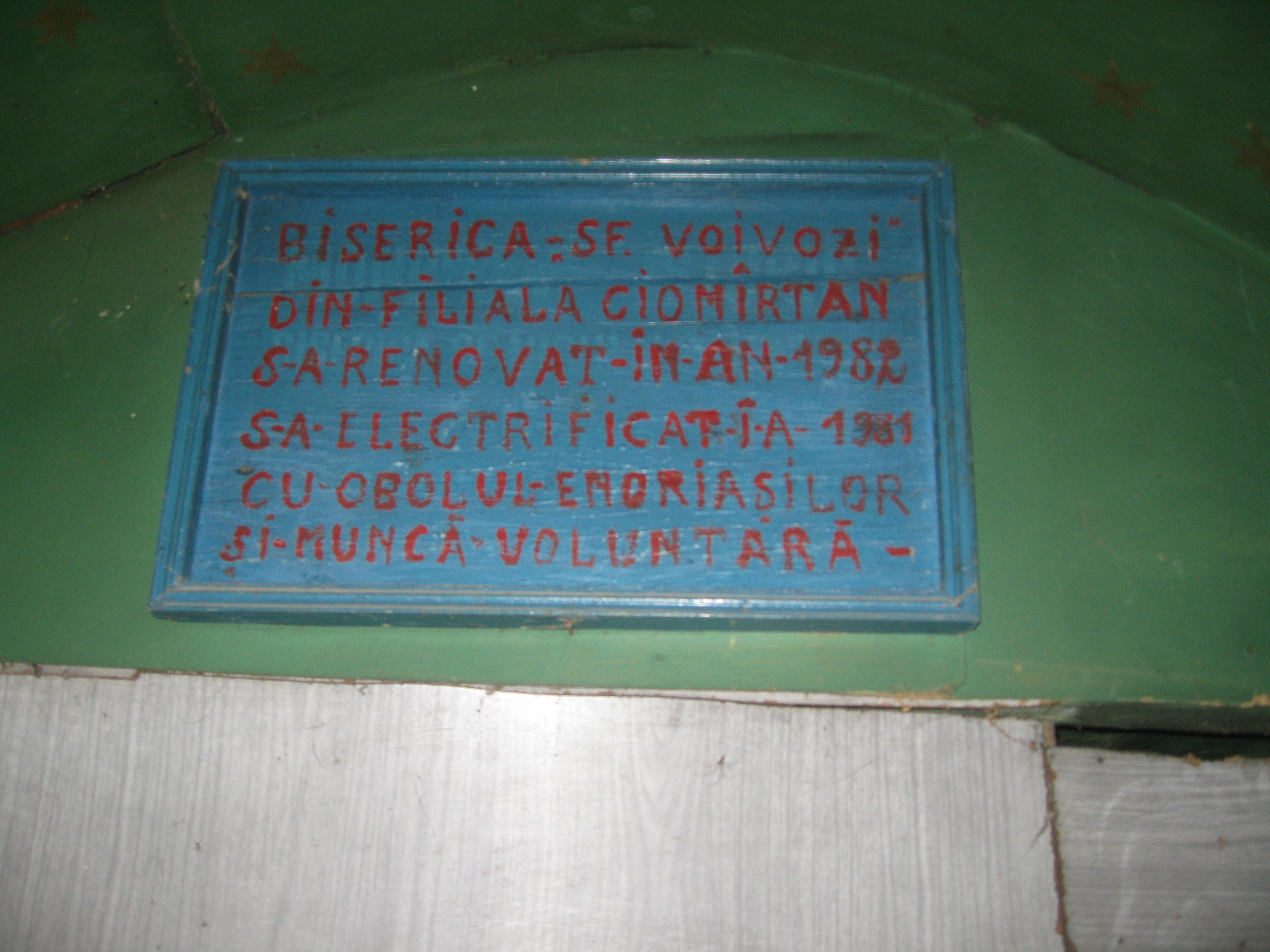
Pisanie din interiorul bisericii
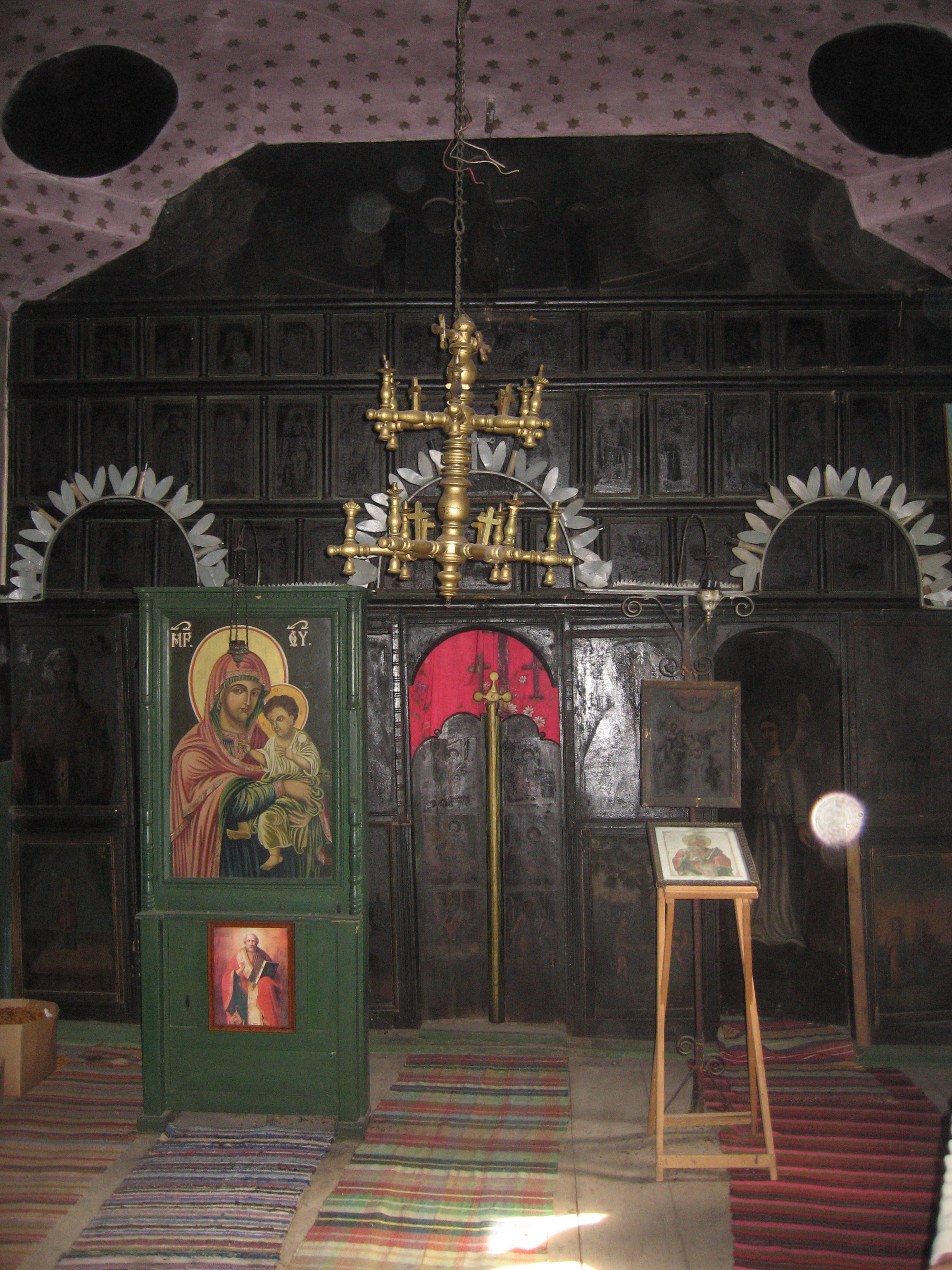
Catapeteasma